# Shemss Audat
Shemss Audat (née en 1982), est une actrice française.

## Biographie
Comme son père, lui-même comédien, chanteur et musicien, elle suit très jeune des cours de danse et de chant.[réf. nécessaire]
Parallèlement à ses études de droit, elle entre au cours Florent et étudie aux côtés de Christian Croset, Jean-Pierre Garnier et Laurence Côte. Elle a pratiqué la danse classique et le chant au conservatoire du XXe à Paris.
Sa carrière à la télévision débute avec le téléfilm Aïcha de Yamina Benguigui dans le rôle de Nedjma ; elle joue ensuite Nana dans la série policière Engrenages (saison 3). En 2010, elle joue dans le téléfilm musical Furieuse de Malik Chibane le rôle de Faïza, une jeune chanteuse de R'n'B qui rêve de percer dans le show business.
Elle tient le rôle de Vanessa Paolini-Novak dans Plus belle la vie de 2016 à 2017 et joue dans de nombreux  téléfilms (Simple, Comme chez soi, La Soif de vivre...) et séries télévisées (Interpol, Boulevard du Palais, Enquêtes réservées, Détectives, Alice Nevers : le juge est une femme, Profilage, No Limit, Scènes de ménages, Mongeville, Baron noir (saison 2)).
Elle apparaît pour la première fois au cinéma dans Et si on vivait tous ensemble ? de Stéphane Robelin.

## Filmographie

### Cinéma

#### Longs métrages
- 2011 : Médée Miracle de Tonino de Bernardi
- 2012 : Et si on vivait tous ensemble ? de Stéphane Robelin avec Jane Fonda, Pierre Richard, Geraldine Chaplin, Claude Rich, Guy Bedos et Daniel Brühl

#### Courts métrages
- 2012 : Communication moderne[10] de Franck Isabel. Mention Spéciale pour sa performance d'actrice aux « Tremplins du Court » à Étel.
- 2014 : Geronimo[11] de Frédéric Bayer Azem[12]. Mention de la presse au Festival Côté Court de Pantin.
- 2018 :  À Bloc de Hugues Espinasse
- 2018 :  Hors Jeu de Claire Patronik

### Télévision
- 2009 : Aïcha de Yamina Benguigui : Nedjma
- 2010 : Engrenages : Nadia dite "Nana", policière
- 2011 : Furieuse de Malik Chibane : Faïza
- 2011 : Interpol : Samia
- 2011 : Aïcha, job à tout prix de Yamina Benguigui : Nedjma
- 2011 : Simple d'Ivan Calberac : Zahra
- 2011 : Aïcha, la grande débrouille de Yamina Benguigui : Nedjma
- 2011 : Comme chez soi de Lorenzo Gabriele : Defné
- 2012 : Boulevard du Palais, épisode Destin 95C réalisé par Marc Angelo : Myriam Hassad.
- 2012 : Aïcha, vacances infernales de Yamina Benguigui : Nedjma
- 2012 : Enquêtes réservées, épisode L'amour à mort
- 2013 : Détectives, épisode Le pot de miel réalisé par Lorenzo Gabriele : Nadège
- 2013 : Alice Nevers : Le juge est une femme, épisode Au-delà des apparences : Naïma Lakhdar-Roussel
- 2013 : Profilage, épisode Possession : Nadia
- 2013 :No Limit, épisode Le Prototype : Lieutenant Charbi
- 2013 : Scènes de ménages
- 2015 : Mongeville, épisode Comme un battement d'ailes
- 2016 - 2017 : Plus belle la vie : Vanessa Paolini Novak
- 2016 : La Soif de vivre de Lorenzo Gabriele : Agnès
- 2018 : Né sous silence de Thierry Binisti : Julie
- 2018 : Tandem : Samira Mazidi (S2E6)
- 2018 : Baron noir :
- 2019 : Infidèle de Didier Le Pécheur: Florence
- 2019 : Mongeville, épisode La Ferme de Louise de Dominique Ladoge
- 2020 : Scènes de ménages
- 2020 : Les Mystères de la chorale de Emmanuelle Dubergey : Nadia Birkan
- 2020 : Mortelles calanques de Claude-Michel Rome : Samira El Katani (rôle principal)
- 2021 : Un si grand soleil : Jade
- 2022 : La Jeune fille et la nuit de Bill Eagles : Manon Agostini
- 2024 : Inès et Yvan d'Alexandre Castagnetti : Inès
- 2025 : Soleil noir (mini-série Netflix) de Marie Jardillier et Edouard Salier : Nadia

## Théâtre
- 2009 : Allô de Mohamed Fellag, mise en scène de Hugues Massignat, accompagnée par Marc Perrone à l'accordéon.
- 2012 : Nature, création de Clément Boissières, Théâtre de Ménilmontant.
- 2015 : Les Monologues du vagin, mise en scène d'Isabelle Rattier.